# Santamartastruiktiran
De santamartastruiktiran (Myiotheretes pernix) is een zangvogel uit de familie Tyrannidae (tirannen). Het is een bedreigde, endemische vogelsoort in Colombia.

## Kenmerken
De vogel is 21 cm lang. De vogel is dofbruin tot grijs (op de kop) van boven, met een witte streep tussen snavel en het oog (de teugel) en een witte keel met zwarte streepjes. Dit streepjespatroon loopt door over de borst, waarbij het wit van de keel overgaat in roodbruin, dat doorloopt tot op de onderbuik. De vleugels zijn donker bruingrijs met een vage roodbruine vleugelstreep. De staart is zwart, de buitenste staartveren hebben roodbruine randen, die alleen zichtbaar zijn als de vogel de staart spreidt.

## Verspreiding en leefgebied
Deze soort is endemisch in noordelijk Colombia in de Sierra Nevada de Santa Marta. De vogel komt voor langs bosranden en in struikgewas langs wegen in dit gebergte op 2100 tot 2900 m boven zeeniveau.

## Status
De santamartastruiktiran heeft een beperkt verspreidingsgebied en daardoor is de kans op uitsterven aanwezig. De grootte van de populatie werd in 2012 door BirdLife International geschat op 600 tot 1700 volwassen individuen en de populatie-aantallen nemen af door habitatverlies. Het leefgebied wordt aangetast door ontbossing, waarbij natuurlijk bos wordt omgezet in gebied voor de teelt van coca en cannabis. Om deze redenen staat deze soort als bedreigd op de Rode Lijst van de IUCN.